# Creuse ta fosse, j'aurai ta peau
Pour plus de détails, voir Fiche technique et Distribution.
Creuse ta fosse, j'aurai ta peau (Perché uccidi ancora) est un western spaghetti italo-espagnol sorti en 1965, réalisé par José Antonio de la Loma et Edoardo Mulargia.

## Synopsis
Un groupe d'hommes armés tire le vieux McDougall à travers le village, le tuant de 15 coups de feu tirés par autant d'hommes du clan Lopez. La nouvelle parvient à son fils Steven, qui se rend au village après des années d'absence : il tue trois agresseurs lorsqu'il se rend sur la tombe de son père. De retour chez lui, Steven McDougall raconte à sa sœur Judy et à son oncle qu'il a déserté l'armée pour venger la mort de son père.
Les Lopez décident la mort de Steven. Ils sont d'ailleurs impliqués dans un commerce d'armes, où ils ne payent pas leurs fournisseurs, mais les tuent en s'appropriant les marchandises. Cependant le groupe des Lopez n'est pas uni, car sont en désaccord Rojo et la fille du patron : Pilar se rend chez Steven, lui révélant son amour, mais il la rejette. Le groupe des Lopez attaque la maison McDougall peu de temps après, mais la fusillade leur est fatale, et seul Manuel Lopez s'en sort et s'échappe vers le village avant d'être tué par Steven. En ramenant le corps au vieux chef de famille, il ordonne à Lopez de quitter le village, mais il obtient l'effet inverse.
Lopez décide d'embaucher un tireur nommé El Gringo alors que Judy et l'oncle Andy quittent le pays. Trois hommes et le frère du Gringo parviennent à bloquer McDougall, mais ils sont tués grâce à sa ruse. Contraint de fuir par l'arrivée de soldats à sa recherche, Steven intercepte et bloque la caravane d'armes es Lopez, tandis qu'El Gringo capture la sœur de McDougall, tuant son oncle et un soldat placé là pour la protéger. Judy est battue pour lui faire avouer le refuge de son frère. Pilar semble être la seule à vouloir mettre fin à la violence, mais elle n'obtient rien.
La mort du soldat est imputée à Steven : les militaires restants et les hommes du Gringo font la course entre eux pour capturer McDougall. Ils échouent, du coup Lopez décide de ne plus employer El Gringo, qui le tue ainsi que Pilar après s'être vu refuser une compensation pour la mort de son frère. Steven se rend compte que Lopez l'accuse d'avoir tué le soldat et se précipite au ranch, où il trouve Pilar mourante qui l'informe de l'enlèvement de Judy. Après avoir demandé à être embrassée, Pilar meurt dans les bras de Steven, qui se dirige vers lasse du Corvo en même temps que les soldats.
El Gringo décide ensuite d'affronter McDougall pour venger la mort de son frère et parvient à le désarmer en retenant Judy en otage. Rojo s'insère dans la confrontation en libérant sa sœur, mais il est tué tandis que Steven est blessé. Essayant d'empêcher El Gringo d'achever son frère, Judy le frappe avec une pierre, Steven peut récupérer une arme et le tuer. Les soldats arrivent sur le lieu de la fusillade et arrêtent McDougall pour désertion : Steven est séparé de sa sœur, qui en compagnie du fossoyeur le voit s'éloigner.

## Fiche technique
- Titre français : Creuse ta fosse, j'aurai ta peau
- Titre original italien : Perché uccidi ancora ?
- Titre original espagnol : ¿Por qué seguir matando?
- Genre : western spaghetti
- Réalisation : José Antonio de la Loma, Edoardo Mulargia (sous le pseudo d'Edward G. Muller)
- Scénario : Vincenzo Musolino (sous le pseudo de Glenn Vincent Davis), Edoardo Mulargia (sous le pseudo d'Edward G. Muller)
- Production : Vincenzo Musolino pour Atomo Film, Balcázar Producciones Cinematográficas
- Photographie : Vitaliano Natalucci
- Montage : Enzo Alabiso
- Durée : 88 min
- Musique : Felice Di Stefano
- Décors : Alfredo Montori
- Costumes : Maurizio Chiari
- Pays :  Espagne,  Italie
- Dates de sortie en salle : 
  - Italie : 14 décembre 1965
  - Espagne : 24 janvier 1968
  - France : 15 décembre 1971[1]

## Distribution
Sauf indication contraire, les informations mentionnées dans cette section peuvent être confirmées par la base de données cinématographiques IMDb,  présente dans la section « Liens externes ».
- Anthony Steffen : Steve McDougall
- Evelyn Stewart : Judy McDougall
- José Calvo (comme Joseph Calvo) : López
- Gemma Cuervo (sous le pseudo de Jennifer Crowe : Pilar Lopez
- Hugo Blanco : Manuel Lopez
- Aldo Berti (sous le pseudo de Richard Mc Moore) : Gringo
- José Torres : un pistolero avec Lopez
- Franco Latini (sous le pseudo de Frank Campbell) : Sam, le fossoyeur
- Ignazio Leone
- Pasquale Simeoli (sous le pseudo de Lino Desmond) : frère de Gringo
- Willi Colombini
- Stelio Candelli (sous le pseudo de Stanley Kent) : lieutenant
- Giovanni Ivan Scratuglia (sous le pseudo de Johnny Hunter) : un pistolero des Lopez
- Armando Guarnieri (sous le pseudo de Jack Warner) : Andy McDougall
- Luis Induni : Lewis McDougall
- Aysanoa Runachagua : un mexicain
- Sergio Sagnotti
- Ignazio Spalla (sous le pseudo de Juan Sanchez) : Rojo